# Machthebbers in 81 v.Chr.
In 81 v.Chr. waren onderstaande personen in machtsposities.

## Europa
| Land | Positie          | Gens                  | Machthebber                     | Tijdvak               |
| ---- | ---------------- | --------------------- | ------------------------------- | --------------------- |
| Rome | Dictator         |                       | Lucius Cornelius Sulla          | 81 v.Chr. - 79 v.Chr. |
| Rome | Consul           |                       | Gnaeus Cornelius Dolabella      | 81 v.Chr.             |
| Rome | Consul           | Marcus Tullius Decula | 81 v.Chr.                       |                       |
| Rome | Pontifex maximus | Caecilia              | Quintus Caecilius Metellus Pius | 81 v.Chr.             |

## Midden-Oosten
| Land              | Positie                  | Dynastie   | Machthebber             | Tijdvak                            |
| ----------------- | ------------------------ | ---------- | ----------------------- | ---------------------------------- |
| Egypte            | Koning van Egypte        | Ptolemaeën | Ptolemaeus IX Soter II  | 116 - 107 v.Chr. en 88 - 81 v.Chr. |
| Egypte            | Koning van Egypte        | Ptolemaeën | Berenice III            | 81 v.Chr. - 80 v.Chr.              |
| Nabatea           | Koning van de Nabateeërs |            | Aretas III Philhellenos | 84 v.Chr. - 62 v.Chr.              |
| Israël            | Koning en hogepriester   | Hasmoneeën | Alexander Janneüs       | 103 v.Chr. - 76 v.Chr.             |
| Koninkrijk Pontus | Koning van Pontus        |            | Mithridates VI          | 113 v.Chr. - 63 v.Chr.             |
| Armenië           | Koning van Armenië       | Artaxiaden | Tigranes II             | 95 v.Chr. - 55 v.Chr.              |
| Seleucidenrijk    | Koning van Armenië       | Artaxiaden | Tigranes II             | 83 - 68 v.Chr.                     |
| Bithynië          | Koning van Bithynië      |            | Nicomedes IV            | ca. 94 v.Chr. tot 75/74 v.Chr.     |
| Cappadocia        | Romeins vazalkoning      |            | Ariobarzanes I          | 95 v.Chr. - 63 of 62 v.Chr.        |
| Parthische Rijk   | Koning van Parthië       | Arsaciden  | Orodes I ?              | rond 80 v.Chr.                     |
| Elymais           | (Vazal?)koning           |            | Kamnaskires III         | 82/81 – 75 v.Chr.                  |
| Commagene         | Koning                   | Orontiden  | Mithridates I           | 106 v.Chr. - 70 v.Chr.             |

## Noord-Afrika
| Land       | Positie | Dynastie | Machthebber | Tijdvak                |
| ---------- | ------- | -------- | ----------- | ---------------------- |
| Mauretania | Koning  |          | Bocchus I   | 111 v.Chr. - 80 v.Chr. |
| Numidië    | Koning  |          | Hiempsal II | 88 v.Chr. - 60 v.Chr.  |

## Azië
| Land         | Positie                         | Dynastie        | Machthebber        | Tijdvak                                        |
| ------------ | ------------------------------- | --------------- | ------------------ | ---------------------------------------------- |
| Paropamisade | Grieks-Indisch koning           | Eucratiden      | Hermaeus Soter     | ca.90 v.Chr. - 70 v.Chr.                       |
| Ceylon       | Koning                          | te Anuradhapura | Vattagamani Abhaya | 104 v.Chr. - 103 v.Chr., 89 v.Chr. - 76 v.Chr. |
| China        | Keizer van China                | Han-dynastie    | Han Zhaodi         | 87 v.Chr. - 74 v.Chr.                          |
| China        | Regent                          |                 | Huo Guang          |                                                |
| Japan        | Keizer van Japan (legendarisch) |                 | Keizer Sujin       | 97 v.Chr. - 30 v.Chr.                          |
| Korea        | Koning van Bukbuyeo             |                 | Godumak            | 108 v.Chr. – 60 v.Chr.                         |
| Korea        | Koning van Dongbuyeo            |                 | Hae Buru           | 86 v.Chr. – 48 v.Chr.                          |